# Rosemary Harris
Rosemary Ann Harris (Ashby-de-la-Zouch, 19 settembre 1927) è un'attrice britannica.
Nota al grande pubblico per il ruolo di zia May nella trilogia di Spider-Man di Sam Raimi (2002–2007), è stata attiva soprattutto a teatro, dove, nel corso di una carriera durata oltre sessant'anni, ha recitato con alcune delle più importanti compagnie teatrali di Inghilterra e Stati Uniti, tra cui l'Old Vic e la National Theatre Company. Nel 1966 ha vinto il Tony Award alla miglior attrice per Il leone d'inverno, venendo candidata altre otto volte al premio. Nel 1988 è entrata a far parte dell'American Theater Hall of Fame.
Ha inoltre vinto un Emmy e un Golden Globe per le sue interpretazioni televisive ed è stata candidata all'Oscar alla miglior attrice non protagonista.

## Biografia
Nata in una piccola borgata del Suffolk, Harris ha trascorso la maggior parte della propria infanzia nella provincia della frontiera nord-occidentale dell'India britannica, dove viveva la famiglia; sua madre, infatti, era tornata in Inghilterra appositamente per partorirvi. L'appartenenza alla Royal Air Force del padre, decorato tre volte con la Distinguished Flying Cross, costringe la famiglia a tornare in patria allo scoppio della seconda guerra mondiale. Appassionatasi al teatro fin dall'età di 7 anni, quando aveva interpretato un ruolo senza battute in una rappresentazione scolastica della sorella maggiore di Salomè, Harris decide, sempre su consiglio della sorella, di studiare recitazione alla Royal Academy of Dramatic Art, che frequenta dal 1951 al 1952. Tra i suoi compagni di corso c'è la futura attrice Joan Collins.
Già prima di frequentare la Royal Academy, Harris aveva recitato per due anni nel teatro di repertorio con diverse compagnie itineranti, mettendo in scena "un'opera alla settimana, con due rappresentazioni ogni sera". Uscita dalla Royal Academy, trova lavoro come attrice-sostituta e, nel 1952, a 25 anni, fa il suo debutto a Broadway diretta da Moss Hart. Sette mesi dopo, debutta anche al West End con la prima britannica di Quando la moglie è in vacanza, nel ruolo che sarà poi di Marilyn Monroe nel suo adattamento per il cinema, ricevendo un telegramma di congratulazioni da parte di Noël Coward, presente in sala. Unitasi al Bristol Old Vic, passa all'Old Vic di Londra per sostituire Mary Ure (impegnata sul palco di Ricorda con rabbia) come Desdemona, al fianco dell'Otello di Richard Burton.

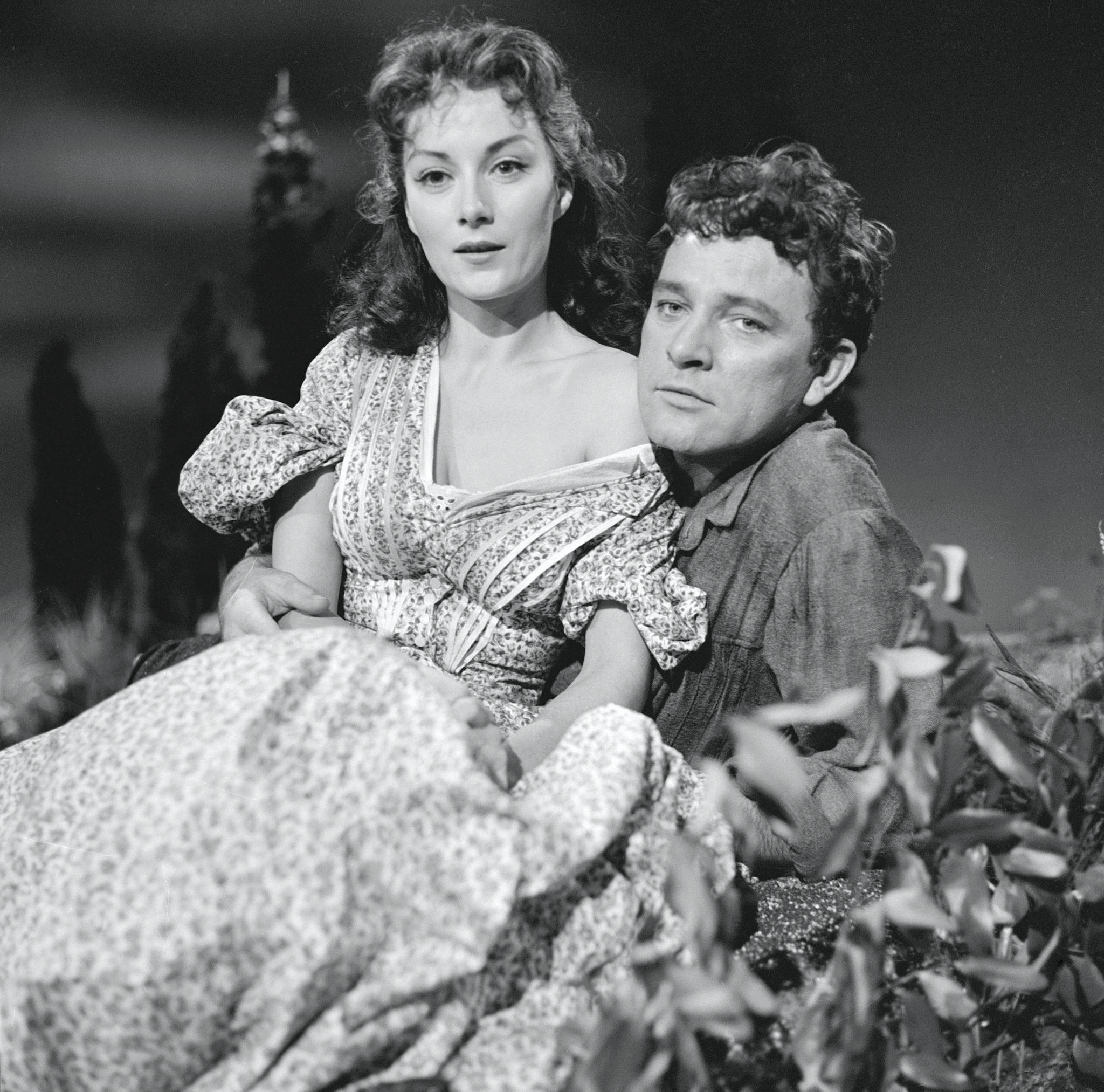
La Harris e Richard Burton in una versione TV di Cime tempestose (The DuPont Show of the Month, 1958).

Nel 1954 gira il suo primo film, Lord Brummell con Stewart Granger, Peter Ustinov ed Elizabeth Taylor. Torna poi a Broadway con la tournée dell'Old Vic di Troilo e Cressida, in cui la sua interpretazione dell'amante troiana viene lodata dal critico teatrale di punta del New York Times Brooks Atkinson. Attratta dal naturalismo del teatro americano, Harris finisce per rimanere a New York, dove conosce l'attore e regista Ellis Rabb, che sta cercando di creare una compagnia teatrale indipendente a Broadway sul modello del Civic Repertory Theater di Eva Le Gallienne. Nel 1959 nasce dunque l'Association of Producing Artists; Harris e Rabb si sposano il 4 dicembre dello stesso anno. L'attrice reciterà per molti anni con la compagnia, «applicando il principio inglese del repertorio all'ensemble americano» in opere come Il gabbiano, Così è (se vi pare), L'anitra selvatica, Guerra e pace (da Tolstoj) e la commedia You Can't Take It with You, ricevendo due Obie Award per la miglior interpretazione Off-Broadway. Anche sul piccolo schermo si dedica quasi esclusivamente al teleteatro. Tornata in patria nel 1962, recita nella stagione teatrale d'apertura del Chichester Festival Theatre, diretta da Laurence Olivier ne Il cuore infranto e Zio Vanja.

Nell'ottobre del 1963, Harris ha interpretato Ofelia nello spettacolo d'esordio della National Theatre Company, ovvero l'Amleto all'Old Vic per la regia di Olivier. Rievocando la sera della prima in un articolo del 2003 su The Guardian, parte di una serie dedicata agli spettacoli significativi nella storia del teatro britannico, la drammaturga Samantha Ellis ha scritto:

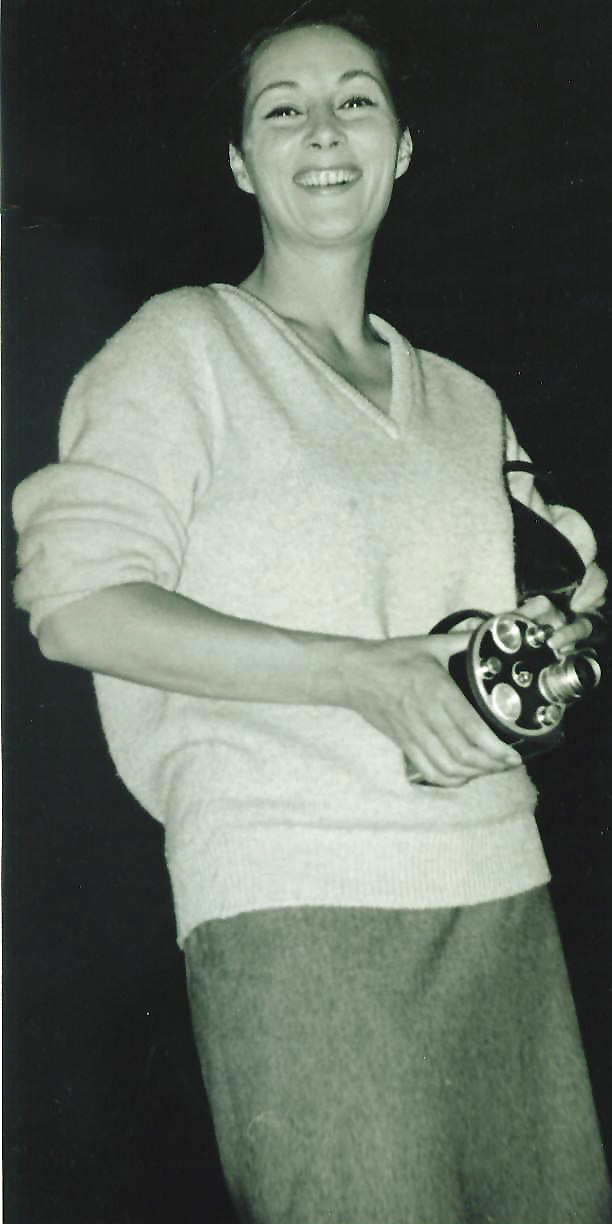
Rosemary Harris al Chichester Festival Theatre nel 1962.

Tornata a New York, interpreta Eleonora d'Aquitania, consorte dell'Enrico II d'Inghilterra di Robert Preston, nella prima de Il leone d'inverno a Broadway, per il quale vince il Tony Award alla miglior attrice protagonista in un'opera teatrale nel 1966. Viene diretta un'ultima volta da Rabb nel 1967 nella produzione dell'A.P.A. di Guerra e pace, dopodiché divorziano. Gira poi a Parigi per la 20th Century Fox la riduzione per il cinema della commedia La pulce nell'orecchio, con Rex Harrison e sua moglie Rachel Roberts, miglior amica di lei, anche se il film sarà un flop al botteghino. Poco dopo, sposa lo scrittore americano John Ehle, con cui si stabilisce a Winston-Salem, nella Carolina del Nord, e nel 1969 ha una figlia, Jennifer, diventata un'attrice anch'essa.
La gravidanza non impedisce però ad Harris di continuare i propri impegni a teatro: già quando la figlia ha appena tre settimane, recita a Los Angeles assieme a Jack Lemmon in Idiot's Delight. Nel 1972 viene candidata a un secondo Tony Award per il revival a Broadway di Vecchi tempi, mentre l'anno seguente è diretta nuovamente dall'ex-marito Rabb, con cui è in rapporti amichevoli, come Blanche DuBois in Un tram che si chiama Desiderio al Lincoln Center e nel Mercante di Venezia. Nel 1975 ottiene il suo primo autentico successo commerciale a Broadway nel revival di The Royal Family, ricevendo un'altra candidatura ai Tony. Parallelamente, intensifica le proprie apparizioni fuori dal palcoscenico: per il ruolo dell'autrice ottocentesca George Sand nella miniserie televisiva della BBC Notorious Woman, trasmessa negli Stati Uniti da PBS come parte del Masterpiece Theatre, vince un premio Emmy nel 1976 come migliore attrice protagonista e viene candidata ai Golden Globe. Nel 1978 è protagonista, al fianco di James Woods e Meryl Streep, della miniserie storica dell'NBC Olocausto, dove interpreta l'ebrea tedesca Bertha Palitz Weiss, vincendo il Golden Globe per la miglior attrice in una serie drammatica per la sua interpretazione. Nello stesso anno, appare in un altro film sul nazismo, I ragazzi venuti dal Brasile, ed è tra i protagonisti della serie Una storia del West, andata in onda su CBS per due stagioni.
Gli anni ottanta si aprono con una rappresentazione di Erano tutti miei figli al Wyndham's Theatre, che le vale le lodi personali del drammaturgo Arthur Miller, secondo cui «è riuscita a creare un'atmosfera che avresti potuto tagliare con un coltello». Nel 1984 viene candidata ai premi BAFTA per la sua interpretazione nel film L'ambizione di James Penfield. Stabilisce poi un primato venendo candidata al Tony Award alla miglior attrice protagonista per tre anni consecutivi tra il 1984 e il 1986, con Casa cuore infranto, Pack of Lies e La febbre del fieno.
Dopo aver sostituito Mercedes Ruehl nella prima a Broadway di Lost in Yonkers, venendo candidata al Laurence Olivier Award alla miglior attrice non protagonista, Harris riceve la sua prima e unica candidatura all'Oscar, nella categoria per la migliore attrice non protagonista, interpretando la madre di Vivienne Haigh-Wood, prima moglie del poeta T. S. Eliot, nel film Tom & Viv - Nel bene, nel male, per sempre (1994). Nel 1996, ritrova per l'ottava volta sul palco George Grizzard in Un equilibrio delicato, per il quale riceve la sua settima e penultima candidatura ai Tony Award come miglior attrice. Recita poi per la prima volta assieme alla figlia Jennifer nel film Sunshine (1999) con Ralph Fiennes, dove interpretano lo stesso personaggio, rispettivamente da anziana e da giovane. L'anno seguente, Jennifer vincerà il Tony a cui lei era candidata per Waiting in the Wings.
Da 2002 al 2007 ha ricoperto il ruolo cinematografico per cui è più conosciuta, quello di May Parker, zia di Peter Parker / Uomo Ragno, nella serie di film sul personaggio composta da Spider-Man, Spider-Man 2 e Spider-Man 3, diretti da Sam Raimi, con cui Harris aveva già lavorato in The Gift (2000).
Nel 2018, all'età di 91 anni, dopo un progressivo allontanamento dalle scene per assistere il marito John, morto dopo una lunga malattia, ha fatto ritorno sul palco sostituendo Diana Rigg nel ruolo di Mrs. Higgins nel revival a Broadway di My Fair Lady. L'anno seguente ha ricevuto il Tony Award alla carriera.

## Filmografia

### Cinema
- Lord Brummell (Beau Brummell), regia di Curtis Bernhardt (1954)
- Sul sentiero del sole (The Shiralee), regia di Leslie Norman (1957)
- La pulce nell'orecchio (A Flea in Her Ear), regia di Jacques Charon (1968)
- I ragazzi venuti dal Brasile (The Boys from Brazil), regia di Franklin J. Schaffner (1978)
- L'ambizione di James Penfield (The Ploughman's Lunch), regia di Richard Eyre (1983)
- Dall'altro lato della strada (Crossing Delancey), regia di Joan Micklin Silver (1988)
- The Delinquents, regia di Chris Thomson (1989)
- The Bridge, regia di Sydney Macartney (1992)
- Tom & Viv - Nel bene, nel male, per sempre (Tom & Viv), regia di Brian Gilbert (1994)
- Hamlet, regia di Kenneth Branagh (1996)
- Riccardo III - Un uomo, un re (Looking for Richard), regia di Al Pacino (1996)
- La mia vita fino ad oggi (My Life So Far), regia di Hugh Hudson (1999)
- Sunshine, regia di István Szabó (1999)
- The Gift, regia di Sam Raimi (2000)
- Blow Dry, regia di Paddy Breathnach (2001)
- Spider-Man, regia di Sam Raimi (2002)
- Spider-Man 2, regia di Sam Raimi (2004)
- La diva Julia - Being Julia (Being Julia), regia di István Szabó (2004)
- Spider-Man 3, regia di Sam Raimi (2007)
- Onora il padre e la madre (Before the Devil Knows You're Dead), regia di Sidney Lumet (2007)
- Is Anybody There?, regia di John Crowley (2008)
- Una spia non basta (This Means War), regia di McG (2012)
- La famiglia von Trapp - Una vita in musica (Die Trapp Familie – Ein Leben für die Musik), regia di Ben Verbong (2015)

### Televisione
- Hallmark Hall of Fame – serie TV, 4 episodi (1952-1966)
- Studio One – serie TV, episodio 1x15 (1952)
- Alfred Hitchcock presenta (Alfred Hitchcock Presents) – serie TV, episodi 2x26-2x27-3x01 (1957)
- The DuPont Show of the Month – serie TV, episodi 1x02-1x07-1x09 (1957-1958)
- Suspicion – serie TV, episodio 5x12 (1958)
- Omnibus – serie TV, episodio 6x23 (1958)
- Kraft Television Theatre – serie TV, episodio 11x26 (1958)
- Folio – serie TV, 1 episodio di nº sconosciuto (1958)
- General Motors Presents – serie TV, 1 episodio di nº sconosciuto (1959)
- ITV Play of the Week – serie TV, episodio 1x27 (1960)
- Profiles in Courage – serie TV, episodio 1x02 (1964)
- New York Television Theatre – serie TV, 1 episodio di nº sconosciuto (1966)
- NET Playhouse – serie TV, episodio 1x19 (1967)
- CBS Playhouse – serie TV, episodio 1x03 (1967)
- Notorious Woman – miniserie TV, 7 puntate (1974)
- Olocausto (Holocaust) – miniserie TV, 4 puntate (1978)
- Una storia del West (The Chisholms) – serie TV, 13 episodi (1979-1980)
- To the Lighthouse, regia di Colin Gregg – film TV (1983)
- Great Performances – serie TV, 2 episodi di nº sconosciuto (1985-1988)
- American Playhouse – serie TV, episodi 7x01-7x02-7x03 (1988)
- The Camomile Lawn – miniserie TV, 2 puntate (1992)
- Under the Hammer – serie TV, episodio 1x06 (1994)
- Performance – serie TV, episodio 4x05 (1994)
- The Little Riders, regia di Kevin Connor – film TV (1996)
- Death of a Salesman, regia di David Thacker – film TV (1996)
- Belonging, regia di Christopher Menaul – film TV (2004)
- Law & Order - Unità vittime speciali (Law & Order: Special Victims Unit) – serie TV, episodio 12x05 (2010)
- The Undoing - Le verità non dette (The Undoing) – miniserie TV, 1 puntata (2020)
- Search Party – serie TV, episodi 5x06-5x07 (2022)

## Teatro
- The Climate of Heaven di Moss Hart, dal romanzo di Edgar Mittelhölzer Shadows Move Among Them, regia di Moss Hart. Martin Beck Theatre di Broadway (1952)
- Quando la moglie è in vacanza di George Axelrod, regia di John Gerstad. Aldwych Theatre di Londra (1953)
- Molto rumore per nulla di William Shakespeare, regia di John Moody. Bristol Old Vic Company (1954-1955)
- Il crogiuolo di Arthur Miller, regia di John Moody. Bristol Old Vic Company (1954-1955)
- Image in the Sun di Howard Clewes, regia di John Moody. Bristol Old Vic Company (1954-1955)
- Il racconto d'inverno di William Shakespeare, regia di John Moody. Bristol Old Vic Company (1954-1955)
- The Enchanted di Maurice Valency, dall'opera teatrale Intermezzo di Jean Giraudoux, regia di John Moody. Bristol Old Vic Company (1954-1955)
- The Golden Cuckoo di Denis Johnston, regia di John Moody. Bristol Old Vic Company (1954-1955)
- Il mercante di Venezia di William Shakespeare, regia di John Moody. Bristol Old Vic Company (1954-1955)
- Giulio Cesare di William Shakespeare, regia di John Moody. Old Vic Theatre di Londra (1955)
- Otello di William Shakespeare, regia di John Moody. Old Vic Theatre di Londra (1955)
- Il racconto d'inverno di William Shakespeare, regia di John Moody. Old Vic Theatre di Londra (1955)
- Troilo e Cressida di William Shakespeare, regia di Tyrone Guthrie. Old Vic, Winter Garden Theatre di Broadway (1956-1957)
- Interlock di Ira Levin, regia di Philip Burton. ANTA Playhouse di Broadway (1958)
- I disincantanti di Budd Schulberg e Harvey Breit, dal romanzo di Budd Schulberg, regia di David Pressman. Coronet Theatre di Broadway (1958-1959)
- The Tumbler di Benn Wolfe Levy, regia di Laurence Olivier. Helen Hayes Theater di Broadway (1960)
- La scuola della maldicenza di Richard Brinsley Sheridan, regia di Ellis Rabb. Folksbiene Playhouse di New York (1962)
- Il gabbiano di Anton Čechov, regia di Ellis Rabb. Folksbiene Playhouse di New York (1962)
- The Tavern di George M. Cohan, regia di Ellis Rabb. Folksbiene Playhouse di New York (1962)
- Uomo e superuomo di George Bernard Shaw, regia di Stephen Porter. Phoenix Theatre di New York (1964-1965)
- Guerra e pace di Lev Tolstoj, adattamento di Alfred Neumann, Erwin Piscator e Guntram Prufer, traduzione di Robert David MacDonald, regia di Ellis Rabb. Phoenix Theatre di New York (1965)
- Giuditta di Jean Giraudoux, traduzione di John K. Savacool, regia di Ellis Rabb. Phoenix Theatre di New York (1965)
- You Can't Take It with You di Moss Hart e George S. Kaufman, regia di Ellis Rabb. Lyceum Theatre di Broadway (1965-1966)
- Il leone d'inverno di James Goldman, regia di Noel Willman. Ambassador Theatre di Broadway (1966)
- La scuola della maldicenza di Richard Brinsley Sheridan, regia di Ellis Rabb. Lyceum Theatre di Broadway (1966-1967)
- Così è (se vi pare) di Luigi Pirandello, traduzione di Eric Bentley, regia di Stephen Porter. Lyceum Theatre di Broadway (1966)
- We, Comrades Three di Richard Baldridge, dalle opere di Walt Whitman, regia di Ellis Rabb e Hal George. Lyceum Theatre di Broadway (1966)
- L'anitra selvatica di Henrik Ibsen, traduzione di Eva Le Gallienne, regia di Stephen Porter. Lyceum Theatre di Broadway (1967)
- Guerra e pace di Lev Tolstoj, adattamento di Alfred Neumann, Erwin Piscator e Guntram Prufer, traduzione di Robert David MacDonald, regia di Ellis Rabb. Lyceum Theatre di Broadway (1967)
- Vecchi tempi di Harold Pinter, regia di Peter Hall. Billy Rose Theatre di Broadway (1971-1972)
- Il mercante di Venezia di William Shakespeare, regia di Ellis Rabb. Vivian Beaumont Theatre di Broadway (1973)
- Un tram che si chiama Desiderio di Tennessee Williams, regia di Ellis Rabb. Vivian Beaumont Theatre di Broadway (1973)
- The Royal Family di George S. Kaufman ed Edna Ferber, regia di Ellis Rabb. Helen Hayes Theater di Broadway (1975-1976)
- Il gabbiano di Anton Čechov, traduzione di Jean-Claude van Itallie, regia di Andrei Șerban. Public Theater di New York (1980)
- Casa cuore infranto di George Bernard Shaw, regia di Anthony Page. Circle in the Square Theatre di Broadway (1983-1984)
- Pack of Lies di Hugh Whitemore, regia di Clifford Williams. Royale Theatre di Broadway (1985)
- La febbre del fieno di Noël Coward, regia di Brian Murray. Music Box Theatre di Broadway (1985-1986)
- Lost in Yonkers di Neil Simon, regia di Gene Saks. Richard Rodgers Theatre di Broadway (1991-1992)
- Un ispettore in casa Birling di John Boynton Priestley, regia di Stephen Daldry. Royale Theatre di Broadway (1994-1995)
- Un equilibrio delicato di Edward Albee, regia di Gerald Gutierrez. Plymouth Theatre di Broadway (1996)
- Waiting in the Wings di Noël Coward, regia di Michael Langham. Walter Kerr Theatre di Broadway (1999-2000)
- All Over di Edward Albee, regia di Emily Mann. Gramercy Theatre di New York (2002)
- Dall'altra parte di Ariel Dorfman, regia di Blanka Zizka. New York City Center di New York (2005)
- The Royal Family di George S. Kaufman ed Edna Ferber, regia di Doug Hughes. Samuel J. Friedman Theatre di Broadway (2009)
- Verso la Mecca di Athol Fugard, regia di Gordon Edelstein. American Airlines Theatre di Broadway (2012)
- Indian Ink di Tom Stoppard, regia di Carey Perloff. Laura Pels Theatre di New York (2014)
- My Fair Lady di Frederick Loewe (musiche) e Alan Jay Lerner (libretto), regia di Bartlett Sher. Vivian Beaumont Theater di Broadway (2018-2019)

## Riconoscimenti

### Teatro
- Tony Award
  - 1966 – Miglior attrice protagonista in un'opera teatrale per Il leone d'inverno
  - 1972 – Candidatura alla miglior attrice protagonista in un'opera teatrale per Vecchi tempi
  - 1976 – Candidatura alla miglior attrice protagonista in un'opera teatrale per The Royal Family
  - 1984 – Candidatura alla miglior attrice protagonista in un'opera teatrale per Casa cuore infranto
  - 1985 – Candidatura alla miglior attrice protagonista in un'opera teatrale per Pack of Lies
  - 1986 – Candidatura alla miglior attrice protagonista in un'opera teatrale per La febbre del fieno
  - 1996 – Candidatura alla miglior attrice protagonista in un'opera teatrale per Un equilibrio delicato
  - 2000 – Candidatura alla miglior attrice protagonista in un'opera teatrale per Waiting in the Wings
  - 2010 – Candidatura alla miglior attrice non protagonista in un'opera teatrale per The Royal Family
  - 2019 – Premio alla carriera
- Drama Desk Award
  - 1971 – Miglior interpretazione per Vecchi tempi
  - 1972 – Miglior interpretazione per Un tram che si chiama Desiderio
  - 1973 – Miglior interpretazione per Il mercante di Venezia
  - 1976 – Miglior attrice in un'opera teatrale per The Royal Family
  - 1984 – Candidatura alla miglior attrice in un'opera teatrale per Casa cuore infranto
  - 1985 – Miglior attrice in un'opera teatrale per Pack of Lies
  - 1996 – Candidatura alla miglior attrice in un'opera teatrale per Un equilibrio delicato
- Laurence Olivier Award
  - 1981 – Candidatura alla miglior attrice in un revival per Erano tutti miei figli
  - 1983 – Candidatura alla miglior attrice in un revival per Casa cuore infranto
  - 1993 – Candidatura alla miglior attrice non protagonista per Lost in Yonkers
- Obie Award
  - 1962 – Miglior interpretazione da parte di un'attrice per The Tavern, La scuola della maldicenza e Il gabbiano
  - 1965 – Miglior interpretazione da parte di un'attrice per Giuditta, Uomo e superuomo e Guerra e pace
  - 2003 – Candidatura alla miglior interpretazione da parte di un'attrice per All Over

### Cinema e televisione
- Premio Oscar
  - 1995 – Candidatura alla migliore attrice non protagonista per Tom & Viv - Nel bene, nel male, per sempre
- Golden Globe
  - 1976 – Candidatura alla migliore attrice in una serie drammatica per Notorious Woman
  - 1979 – Migliore attrice in una serie drammatica per Olocausto
- Premio Emmy
  - 1976 – Migliore attrice protagonista in una miniserie o film TV per Notorious Woman
  - 1979 – Candidatura alla migliore attrice protagonista in una miniserie o film TV per Olocausto
- Premio BAFTA
  - 1984 – Candidatura alla migliore attrice non protagonista per L'ambizione di James Penfield
- Critics' Choice Awards
  - 2008 – Candidatura al miglior cast corale per Onora il padre e la madre
- National Board of Review Awards
  - 1994 – Candidatura alla migliore attrice non protagonista per Tom & Viv - Nel bene, nel male, per sempre
- Satellite Award
  - 2001 – Candidatura alla migliore attrice non protagonista per Sunshine

## Doppiatrici italiane
Nelle versioni in italiano delle opere in cui ha recitato, Rosemary Harris è stata doppiata da:
- Cristina Grado in Spider-Man, Spider-Man 2, Spider-Man 3, Onora il padre e la madre
- Dhia Cristiani in Lord Brummell
- Flaminia Jandolo in Olocausto
- Deddi Savagnone in Tom & Viv - Nel bene, nel male, per sempre
- Paola Mannoni in Hamlet
- Antonella Alessandro in Riccardo III - Un uomo, un re
- Manuela Andrei in La mia vita fino ad oggi
- Miranda Bonansea in The Gift
- Angiolina Quinterno in La diva Julia - Being Julia
- Graziella Polesinanti in Una spia non basta
- Lorenza Biella in La famiglia von Trapp - Una vita in musica
- Melina Martello in The Undoing - Le verità non dette
- Rossana Bassani in Olocausto (ridoppiaggio)